# Miss Sarajevo
"Miss Sarajevo" es el único sencillo del álbum Original Soundtracks 1, un disco que la banda irlandesa de rock U2 publicó bajo el nombre de "Passengers" en colaboración con Brian Eno. Luciano Pavarotti hace una aparición vocal invitada, cantando la ópera en solitario. También aparece en la compilación de U2 The Best of 1990-2000, y fue versionado por George Michael en su álbum Songs from the Last Century. Si bien la canción no llegó el Billboard Hot 100, alcanzó el número seis en la lista de singles del Reino Unido y fue un éxito entre los diez mejores en muchos otros países europeos. Bono, el vocalista principal de U2, cita a "Miss Sarajevo" como su canción favorita de U2.

## Historia
La canción —y el videoclip— tratan de un suceso ocurrido durante la Guerra de la antigua Yugoslavia, en la ciudad de Sarajevo, Bosnia-Herzegovina. Esta ciudad estaba cercada por el ejército serbobosnio desde 1992. En este conflicto morían diariamente centenares de personas. En medio del caos, algunos ciudadanos crearon un concurso de belleza, durante el cual la ganadora Inela Nogić, y el resto de participantes, posaron con una pancarta con la leyenda "Don't let them kill us" (No dejes que nos maten). El documental grabado durante el evento fue retransmitido en vivo en el espectáculo del ZooTV Tour desde Verona. En la gira de Popmart Tour, Sarajevo fue uno de los conciertos.

El periodista estadounidense Bill Carter sugirió a Bono una idea para filmar un documental basado en el movimiento de resistencia clandestino de Sarajevo. Bono no solo produjo la película, sino que también proporcionó los fondos necesarios para apoyar el proyecto. Tomado de las notas de las fundas de Original Soundtracks 1:
La cámara sigue a los organizadores a través de los túneles y bodegas de la ciudad, brindando una visión única de la vida durante una guerra moderna, donde los civiles son los objetivos. La película captura el humor negro de los asediados Sarajevans, su obstinada negativa a desmoralizarse y sugiere que el surrealismo y el dadaísmo son las respuestas apropiadas al fanatismo.

- Bono
Bono continuó diciendo que sentía que estas letras reflejaban lo que la gente de Sarajevo sentía en ese momento. Original Soundtracks 1 es un álbum de canciones basado principalmente en películas inexistentes; sin embargo, "Miss Sarajevo" es una de las cuatro pistas del álbum basadas en películas reales. La película Miss Sarajevo es un documental de Bill Carter sobre un concurso de belleza celebrado en medio del asediado Sarajevo, capital de Bosnia-Herzegovina. La ganadora fue una rubia de 17 años llamada Inela Nogić. Carter viajó a Sarajevo en el invierno de 1993 para ofrecer ayuda humanitaria y rápidamente se encontró en el centro del conflicto. Vivió durante seis meses en un edificio de oficinas quemado, subsistiendo con comida para bebés y cualquier agua que pudiera encontrar en los ríos y alcantarillas y entregando alimentos y medicinas a los necesitados.

Carter originalmente contactó a U2 mientras estaban en el Zoo TV Tour para mostrarle al público las personas reales involucradas, sintiendo que los medios occidentales ignoraban el aspecto humano de la guerra. La banda organizó varios enlaces satelitales donde Carter le dio a los locales, que habían estado desconectados de la comunicación con el resto de Europa durante aproximadamente un año y medio en este punto, una oportunidad para ser escuchados ante miles de estadios. Los enlaces fueron breves y sin editar.
La idea era simple, en lugar de hacer lo que hacen las noticias, que es entretenerlo, quería hacer algo que las noticias rara vez hacen, hacer que a una persona le importe el tema ... Quería que los jóvenes en Europa vieran a la gente en En la guerra, no quería que vieran políticos, líderes religiosos o portavoces militares.

- Bill Carter,
A Carter le enviaron su cámara desde su casa en California para poder filmar el documental (producido por Bono) con el mismo objetivo de exponer a las personas que vivieron la guerra. "La guerra es solo un telón de fondo, podría ser cualquier guerra, el punto es la vitalidad del espíritu humano para sobrevivir, reír, amar y seguir adelante, eso es algo que abordaremos siempre". La canción protesta por la guerra en Bosnia, criticando a la comunidad internacional por su incapacidad para detener la guerra o ayudar a los afectados por ella. Fue el único sencillo lanzado del álbum. Su video combina clips del documental de Bill Carter con imágenes de la primera presentación de la canción de Passengers en el concierto Pavarotti and Friends de 1995 en Módena. Los clips del documental contienen imágenes impactantes, como una toma de concursantes del concurso de belleza sosteniendo una pancarta con las palabras "NO DEJES QUE LOS MATEN", como se ve en la obra de arte del single. El documental de Sarajevo de Carter fue uno de los dos nominados a Dreamchaser para los premios International Monitor Awards de 1995, en Washington, D.C. Carter finalmente prevalecería sobre un documental de Chernobyl Black Wind, White Land, realizado por el compañero nominado y la esposa de Bono, Ali Hewson.

## Antecedentes
La colaboración documental de Carter y Bono se refleja en los relatos personales de los civiles de Sarajevo, una ciudad desgarrada por la guerra moderna durante el asedio de Sarajevo. Este conflicto surge de la lucha étnica entre los serbios de Bosnia y las fuerzas del gobierno musulmán de Bosnia. Una vez que Bosnia y Herzegovina declaró su independencia de Yugoslavia, los serbios de los suburbios de Sarajevo rodearon la capital, Sarajevo, ya que planeaban incluir un territorio del país como parte de su nuevo estado serbio de la República Srpska. Este es el asedio más largo de una ciudad capital en la historia de la guerra moderna, que dura desde abril de 1992 hasta febrero de 1996. La población de Sarajevo se redujo a la pobreza, ya no tenía acceso al transporte público, agua, gas y electricidad, dependiendo en gran medida de las agencias de ayuda. En octubre de 1992, las Naciones Unidas establecieron zonas de exclusión aérea, lo que hace muy difícil que cualquier cobertura de los medios o planes de ayuda sean enviados al país.

## Composición
Fue compuesta por Bono e interpretada por él junto a Luciano Pavarotti. Esta canción también apareció en el álbum recopilatorio de U2 The Best of 1990-2000, y en la edición de DVD incluye un documental llamado Missing Sarajevo.

## Presentaciones en vivo

### Concierto Sarajevo PopMart Tour
Según Bono, Pavarotti era muy aficionado a la idea de colaboración. Incluso antes de que se pensara en "Miss Sarajevo", "había estado pidiendo una canción. De hecho, preguntar es un eufemismo. Había estado llamando a la casa de manera alocada. Me dijo que si no le escribía una canción, Dios estaría muy enfadado ".

"Miss Sarajevo" se presentó por primera vez el 12 de septiembre de 1995 en el concierto anual de Pavarotti and Friends en Módena, Italia. Bono, The Edge y Brian Eno se unieron a Pavarotti en el escenario, con una orquesta completa, para estrenar el nuevo single futuro Original Soundtracks 1. Los tres se vistieron con trajes negros y camisas blancas y esta fue una de las pocas ocasiones en que The Edge actuó sin su famoso casco. Anna Coleman, esposa de Marc Coleman, que trabaja en estrecha colaboración con la banda, escribió el libreto italiano para la canción. Aproximadamente traducida por Bono, la letra dice:
Dices que como un río encuentra su camino hacia el mar
Encontrarás tu camino de regreso a mí
Dices que encontrarás un camino
Pero amor, no soy un hombre de oración
Y en el amor no puedo esperar más.

- Bono
Además de la actuación de Pavarotti and Friends, la canción se tocó una vez en el PopMart Tour de 1997 de U2 en Sarajevo con Brian Eno. U2 fue la primera banda capaz de organizar un concierto en la ciudad desde el final de la guerra, y la banda estaba muy contenta de estar presente allí en ese momento. Según la solicitud de los Sarajevans, el espectáculo no fue un concierto benéfico, la banda actuó como lo hicieran en cualquier otra ciudad en la gira. La ganadora real del certamen de Miss Sarajevo, Inela Nogić, estuvo presente en ese espectáculo y fue acompañada al concierto con la banda. Bono perdió la voz durante el concierto, y desafortunadamente se equivocó durante la presentación de "Miss Sarajevo", y luego dijo: "Sarajevo, esta canción fue escrita para ti. Espero que te guste, porque no podemos tocarla". En referencia a la actuación, Larry Mullen, Jr. dijo :"Esa [fue] una experiencia que nunca olvidaré por el resto de mi vida. Y si tuviera que pasar 20 años en la banda solo para tocar ese concierto, y ya lo he hecho, creo que habría valido la pena".

### Vertigo Tour
Después de su única presentación en vivo de U2 desde 1997, la canción se tocó en vivo muchas veces en el Vértigo Tour de la banda. En la segunda parte de la gira en Ámsterdam, "Miss Sarajevo" se tocó por primera vez durante la gira, reemplazando la presentación nocturna habitual de "Running to Stand Still", y se tocó todas las noches durante los 86 espectáculos restantes de la gira. Durante las actuaciones, Bono cantó la parte solista de ópera y The Edge tocó la canción en el piano en lugar de en la guitarra. Al final de la presentación cada noche, se mostró un video con una mujer recitando la Declaración Universal de Derechos Humanos. Las versiones de las actuaciones de los conciertos de Vertigo Tour en Milán se pueden encontrar en el álbum U2.COMmunication, en el video Vertigo: Live from Milan y en la película de concierto U23D.

### U2 360° Tour
La canción regresó en el tercer tramo del U2 360° Tour de la banda, haciendo su primera aparición en el primer espectáculo para el tramo 2010 de la gira, que tendrá lugar en el Stadio Olimpico di Torino en Torino, Italia. Durante la presentación, que es algo similar a la presentación en el Vértigo Tour, The Edge toca el piano y Bono canta la canción completa más el solo de ópera.

### The Joshua Tree Tour 2017
La canción se tocó en The Joshua Tree Tour 2017 para notar la crisis de los refugiados sirios. Bono ha dicho que, en esta gira, la canción ha sido retitulada "Miss Siria".

## Recepción
Stephen Thomas señaló que, aunque la colaboración parecía "un paso demasiado lejos" en el papel, el resultado final combinó el rock de U2 con el ambiente de Eno y la emoción de Pavarotti. Escribió que "el resultado general es una comprensión sorprendente de que no solo los dos géneros musicales, ópera y rock, no son mutuamente incompatibles, sino que los estilos y capacidades de canto muy diferentes de Bono y Pavarotti se sientan inesperadamente bien uno junto al otro".

## Lista de canciones
Toda la música compuesta por Passengers, excepto "One" (letras de Bono, musica de U2). 
| N.º | Título                                                      | Artista                            | Duración |  |
| 1.  | «Miss Sarajevo»                                             | Passengers feat. Luciano Pavarotti | 5:19     |  |
| 2.  | «One» (Live in Modena, Italia, 1995)                        | U2                                 | 5:38     |  |
| 3.  | «Bottoms (Watashitachi no Ookina Yume)» (Zoo Station remix) | Passengers                         | 4:11     |  |
| 4.  | «Viva Davidoff»                                             | Passengers                         | 4:29     |  |

## Lados B
El sencillo "Miss Sarajevo" fue respaldado con los siguientes lados B:
- "One" - Esta es una actuación del concierto Pavarotti and Friends celebrado en Módena, Italia, con Bono, The Edge, Brian Eno y el mismo Pavarotti, todos interpretando la canción con una orquesta completa.

- "Bottoms (Watashitachi no Ookina Yume)" (Zoo Station Remix) - Esta pista es simplemente una versión instrumental remezclada de "Zoo Station" del álbum Achtung Baby, de ahí la denominación "Zoo Station Remix". El subtítulo japonés "Watashitachi no Ookina Yume" se traduce como "nuestro gran sueño". La pista también se presentó como una pista adicional en el lanzamiento japonés de Original Soundtracks 1.

- "Viva Davidoff" - Esta es una pista instrumental atmosférica similar a Eno, muy similar a la canción original de Original Soundtracks 1 "Theme from The Swan". El título de la canción es una exultación a la compañía de tabaco Davidoff.

## Versiones alternativas
Hay seis versiones diferentes de esta canción disponibles:
Versiones de estudio
- Versión del álbum: presentada en el álbum Original Soundtracks 1.
- Edición única: unos 20 segundos más corta; presentado en el sencillo y en un álbum recopilatorio dedicado a Diana, princesa de Gales.
- Edición de radio: algo más de un minuto más corta que la versión del álbum; presentado en la compilación The Best of 1990-2000

Versiones en vivo
- Pavarotti and Friends – en vivo desde el concierto "Pavarotti and Friends"; presentado en el álbum Pavarotti and Friends: Together for the Children of Bosnia
- Vértigo Tour: en vivo desde Milán el 20 de julio de 2005 con Bono cantando el solo de Pavarotti; presentado en el sencillo "All Because of You" y en el álbum U2.COMmunication
- Vértigo Tour: en vivo desde Milán el 21 de julio de 2005, comparable a la versión del día anterior; presentado en el video Vertigo: Live from Milan

## Video musical
El video musical de esta canción, dirigido por Maurice Linnane, es un montaje de tres eventos diferentes: el concurso de belleza descrito en la canción, la presentación original del concierto "Pavarotti and Friends" y una gira por las calles de la guerra. Sarajevo, bajo los disparos de las tropas cercanas. El video aparece en el DVD The Best of 1990-2000 con un comentario del director y un documental titulado Missing Sarajevo.
Existe otra versión de este video, que presenta solo las imágenes del concierto de Módena.
Una tercera versión del video muestra solo las imágenes de Sarajevo devastado por la guerra y el concurso de belleza.

## Posicionamiento en listas y certificaciones
| Lista (1995–1996)                     | Máxima posición |
| ------------------------------------- | --------------- |
| Alemania (Offizielle Deutsche Charts) | 11              |
| Australia (ARIA)                      | 7               |
| Austria (Ö3 Austria Top 40)           | 22              |
| Bélgica (Flandes) (Ultratop 50)       | 5               |
| Bélgica (Valonia) (Ultratop 50)       | 3               |
| Canadá (RPM Adult Contemporary)       | 34              |
| Canadá (RPM Top Singles)              | 46              |
| Europa (Eurochart Hot 100)            | 5               |
| Finlandia (OFC)                       | 5               |
| Francia (SNEP)                        | 8               |
| Irlanda (IRMA)                        | 4               |
| Italia (FIMI)                         | 2               |
| Nueva Zelanda (Recorded Music NZ)     | 23              |
| Noruega (VG-lista)                    | 10              |
| Países Bajos (Dutch Top 40)           | 5               |
| Países Bajos (Mega Single Top 100)    | 5               |
| Reino Unido (UK Singles Chart)        | 6               |
| Suecia (Sverigetopplistan)            | 35              |
| Suiza (Schweizer Hitparade)           | 10              |

| Listas de fin de año (1995) | Posición |
| --------------------------- | -------- |
| Francia (Singles Chart)     | 90       |
| Listas de fin de añ(1996)   | Posición |
| Países Bajos (Top 40)       | 47       |

| País        | Certificación | Fecha                  | Ventas  |
| ----------- | ------------- | ---------------------- | ------- |
| Reino Unido | Silver        | 1 de noviembre de 1995 | 200,000 |

## Versiones
El artista George Michael realizó una versión de este tema para el álbum Songs From The Last Century de 1999.